# لین اند، باکینگهام‌شر
لین اند (به انگلیسی: Lane End) یک روستا و محله مدنی در بریتانیا است که در ویکام واقع شده‌است. لین اند ۳٬۵۶۳ نفر جمعیت دارد.